# Foro de Vulnerabilidad Climática

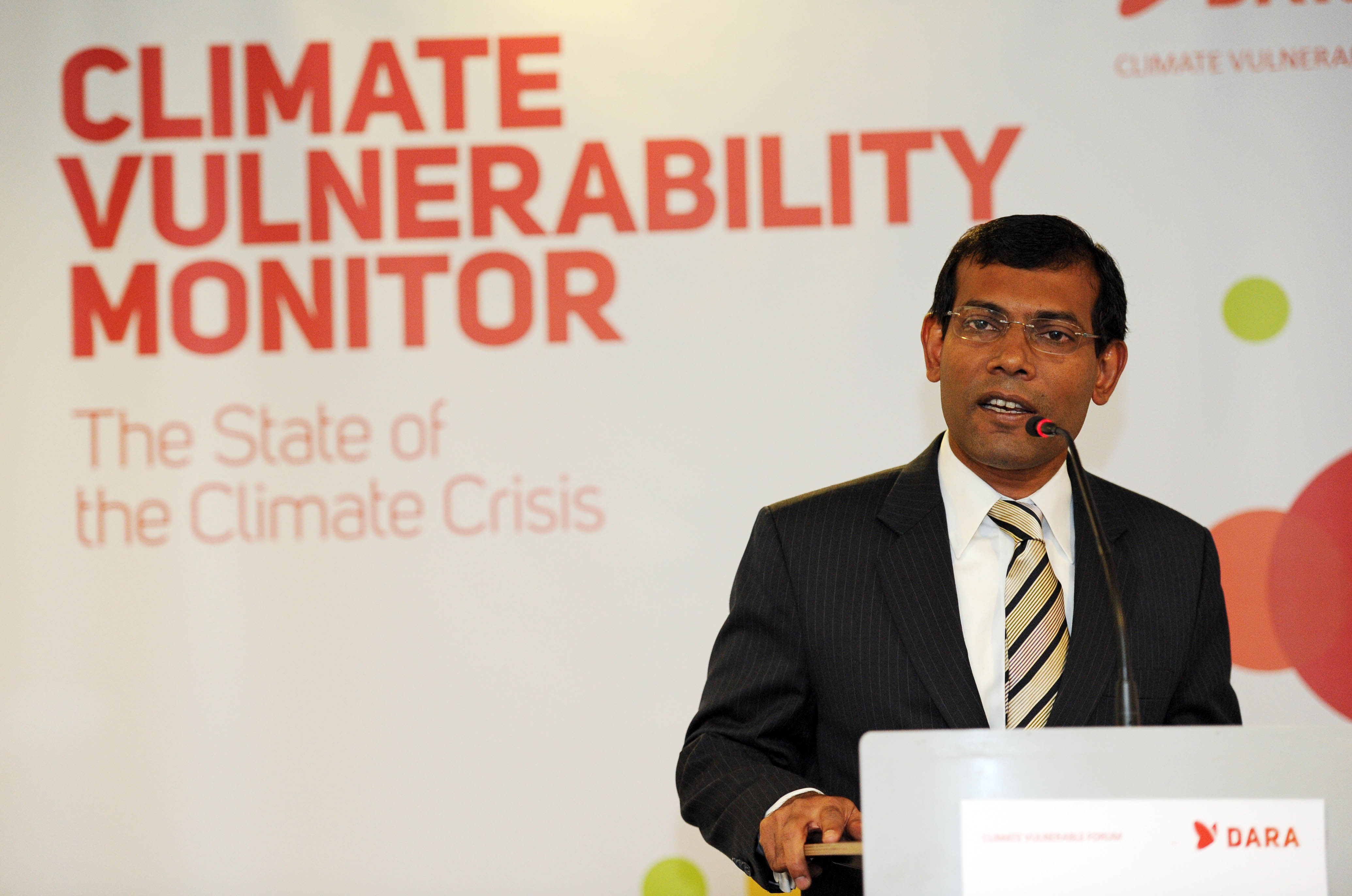
Mohamed Nasheed, presidente de las Maldivas, en la presentación del Monitor de vulnerabilidad climática

El Foro de Vulnerabilidad Climática (CVF por sus siglas en inglés) es una asociación de países desproporcionadamente afectados por las consecuencias del calentamiento mundial. El CVF aborda los efectos negativos de este calentamiento como resultado de vulnerabilidades socioeconómicas y medioambientales aumentadas. Estos países buscan activamente una solución firme y urgente a la actual intensificación —nacional e internacional— del cambio climático.
El CVF se formó para mejorar la rendición de cuentas de las naciones industrializadas sobre las consecuencias del cambio climático. También pretende ejercer presión adicional para acciones que mejoren la situación, lo que incluye acciones locales en países considerados susceptibles. Los dirigentes políticos implicados en el CVF están «utilizando su condición de mayor vulnerabilidad ante el cambio climático para exigir en la mesa de negociación mucho más de lo que les correspondería por su población o PIB». Los gobiernos que fundaron el CVF acuerdan desarrollar sus países por vías bajas o neutras en emisiones de gases de efecto invernadero (principalmente dióxido de carbono, por lo que esto se conoce como neutralidad de carbono).
Etiopía fue el primer país africano que presidió el CVF durante el foro de alto nivel sobre política climática que organizó esta asociación en el Senado de Filipinas el 15 de agosto de 2016.
Asimismo Filipinas presidió el CVF durante la conferencia en París de las Naciones Unidas sobre cambio climático en 2015 (COP21) y supervisó la adopción de la Declaración de Manila-París en la tercera reunión de alto nivel del CVF el 30 de noviembre de 2015. Esta declaración articuló las preocupaciones y los compromisos comunes de países vulnerables e instó el fortalecimiento del objetivo de la Convención Marco de las Naciones Unidas sobre el Cambio Climático (UNFCCC por sus siglas en inglés) de limitar el aumento de la temperatura media mundial a 1,5 grados Celsius por encima de los niveles preindustriales. Durante esta reunión la afiliación al CVF creció con 23 nuevos miembros.
En 2015, los 20 países miembros, en una reunión presidida por Filipinas, lanzaron el bloque oficial del CVF, el 'V20' o 'Los 20 vulnerables', formado por las 20 naciones más afectadas por las catástrofes ocasionadas por el calentamiento mundial. Los miembros del V20 son Afganistán, Bangladés, Barbados, Bután, Costa Rica, Etiopía, Ghana, Kenia, Kiribati, Madagascar, Maldivas, Nepal, Filipinas, Ruanda, Santa Lucía, Tanzania, Timor Oriental, Tuvalu, Vanuatu y Vietnam. Durante el 2º diálogo ministerial del V20 en abril de 2016 en Washington D. C., el V20 reconoció a los 23 nuevos miembros que se unieron al CVF en 2015 como miembros entrantes en la iniciativa V20. Estos países se ven actualmente afectados por diversos fenómenos que tienen su origen en el cambio climático, como supertormentas, aguaceros persistentes, sequías, hambrunas debidas a factores climáticos, escasez alimentaria también debida a estos factores, apagones, inundaciones relámpago, corrimientos de tierras, desertificación, olas de calor o reducción del agua dulce disponible. Se cree y se ha probado científicamente que el calentamiento mundial ha influido negativamente en las actividades económicas de naciones desarrolladas y en desarrollo, y regiones como China, Estados Unidos y Europa.

## Formación
El CVF fue fundado por el Gobierno de las Maldivas antes de la Conferencia de las Naciones Unidas sobre el Cambio Climático de 2009 en Copenhague, la cual buscó aumentar la concienciación de países considerados vulnerables. Once gobiernos de África, Asia, América y la Cuenca del Pacífico, que representaban a los países más vulnerables ante el cambio climático, se reunieron cerca de la capital de Maldivas, Malé, en noviembre de 2009. Estos gobiernos hicieron una declaración en la que expresaban su alarma ante la velocidad y el daño del calentamiento global, y resaltaban que «estas condiciones son una amenaza existencial a nuestras naciones, nuestras culturas y nuestro modo de vida» y «socavan los derechos humanos de nuestros pueblos, internacionalmente protegidos». El cambio climático derrite los hielos polares y eleva el nivel del mar, por lo que muchos de estos países podrían desaparecer bajo las aguas.
Un grupo de países que emite pequeñas cantidades de gases de efecto invernadero incorporó a su legislación esta declaración, comprometiéndose a llevar al mundo a una economía baja en carbono (y, finalmente, neutra en carbono). El CVF reconoció la necesidad de apoyo internacional para conseguir estos objetivos en países vulnerables. Varios dirigentes de estos países, como el presidente de las Maldivas, Mohamed Nasheed, son figuras clave en el CVF. Los países vulnerables recibieron notable atención de los medios de comunicación en la cumbre de Copenhague, donde estuvieron implicados en negociaciones a puerta cerrada con dirigentes de Estados Unidos y China.
La citada declaración se comprometía a conseguir una concentración de dióxido de carbono en la atmósfera no superior a 350 partes por millón (este límite se ha superado ampliamente: en mayo de 2019 la concentración de CO2 alcanzó una nueva marca histórica: 415 partes por millón, la mayor en 3 millones de años, por lo que varios países han declarado el estado de emergencia climática.) y a limitar el aumento de la temperatura media mundial a 1,5 grados Celsius (o menos) por encima de los niveles preindustriales. Esta posición fue posteriormente adoptada por la Alianza de Pequeños Estados Insulares. Antigua y Barbuda, Costa Rica, Etiopía, las Islas Marshall y Samoa también siguieron a las Maldivas como países en desarrollo comprometidos a un desarrollo de bajas emisiones o totalmente neutro en carbono.

## Actuaciones desarrolladas

### Maldivas
Los países fundadores del CVF se comprometieron a demostrar liderazgo moral y a trabajar para una economía verde asumiendo la neutralidad de carbono. Hicieron un llamamiento a todos los países del mundo para seguir el liderazgo moral de las Maldivas, el primer país que prometió conseguir la neutralidad de carbono (aunque en 2019 no consta que lo haya conseguido; ver en Países y comunidades los que sí lo han logrado o están en camino). Como gesto publicitario, el Gobierno de las Maldivas celebró un consejo de ministros submarino sobre los peligros de la subida del nivel del mar. Maldivas presidió el CVF desde su fundación en 2009 hasta 2010.

### Kiribati
Kiribati fue el segundo país que presidió el CVF, de 2010 a 2011. Albergó la conferencia de Tarawa sobre cambio climático del 9 al 11 de noviembre de 2010, donde 12 países (Kiribati, las Islas Salomón, Tonga, Maldivas, Cuba, Brasil, Fiyi, Japón, China, las Islas Marshall, Nueva Zelanda y Australia) firmaron la Declaración de Ambo. En mayo de 2013 se publicó un comunicado de seguimiento sobre la conferencia de 2010 y los acuerdos adoptados, que expresaba decepción por los escasos avances y se preguntaba si centrándose en 2 provisiones nuevas (emisiones gasistas y cambio climático) se avanzaría más rápido hacia las metas pretendidas.

### Bangladés
Bangladés fue el tercer país que presidió el CVF, de 2011 a 2013. Su gobierno albergó una reunión de ministros de los países miembros del 13 al 14 de noviembre de 2011 en Daca, donde la primera ministra, Sheikh Hasina, y el secretario general de la ONU, Ban Ki-moon, fueron los ponentes clave en la ceremonia de inauguración. Apoyaron la declaración salida de esta reunión 19 países vulnerables al clima, y la adoptaron en Daca el 14 de noviembre de 2011.

### Costa Rica
Costa Rica sucedió a Bangladés en la presidencia del CVF a mediados de 2013. Bajo la presidencia de Costa Rica el CVF adoptó un plan de acción para el período 2013-2015. Dicho plan se hizo público durante la conferencia en Varsovia de las Naciones Unidas sobre cambio climático (COP19) en noviembre de 2013, e incluye acción cooperativa de países vulnerables a través de diferentes sectores multilaterales, como finanzas, salud, derechos humanos, trabajo y migración, encargo de nuevas investigaciones, consultas de alto nivel y actividades diplomáticas.

### Filipinas
En enero de 2015 Filipinas sucedió a Costa Rica en la presidencia del CVF mediante el senador filipino Loren Legarda, y continuaría presidiendo la asociación hasta mediados de 2016. En 2015, la presidencia anunció el lanzamiento oficial de 'Los veinte vulnerables' o 'V20' como una rama más amplia del foro establecido. Filipinas destacó la importancia de la financiación en la lucha contra el calentamiento mundial. El 'V20' fue presentado oficialmente por todos los países miembros en Lima, Perú (un país no miembro del CVF que también ha manejado reuniones de la Foro de Cooperación Económica Asia-Pacífico (APEC por sus siglas en inglés) en 2015. La presidencia de Filipinas en el CVF coincidió con su presidencia del APEC, lo cual creó un mecanismo mucho más preparado para el flujo y manejo del CVF.
Bajo la presidencia de Filipinas, el CVF adoptó la Declaración de Manila-París y la Hoja de ruta 2016-2018 en su tercera reunión de alto nivel celebrada durante la COP21. La Declaración de Manila-París articuló las preocupaciones y compromisos comunes de países vulnerables e instó el fortalecimiento del objetivo de la UNFCC de limitar el aumento de la temperatura media mundial a 1,5 grados por encima de los niveles preindustriales. El país de Palaos se convirtió en un nuevo miembro del CVF después de ser aprobado por Filipinas.

### Etiopía
Etiopía fue confirmada en la presidencia del CVF en su tercera reunión de alto nivel celebrada durante la COP21.

## Afiliación
Han participado en el CVF 43 gobiernos clave de regiones en desarrollo. En 2009, los países siguientes adoptaron su primera declaración: Bangladés, Barbados, Bután, Ghana, Kenia, Kiribati, Maldivas, Nepal, Ruanda, Tanzania y Vietnam. Dos años más tarde, los países siguientes adoptaron la segunda declaration del CVF: Afganistán, Bangladés, Bután, Costa Rica, Etiopía, Ghana, Kenia, Kiribati, Madagascar, Maldivas, Nepal, Filipinas, Ruanda, Santa Lucia, Tanzania, Timor Oriental, Tuvalu, Vanuatu y Vietnam.
En su tercera reunión de alto nivel celebrada durante la COP21, la afiliación del CVF se incrementó con los siguientes 23 nuevos miembros: Burkina Faso, Camboya, Comoras, República Democrática del Congo, República Dominicana, Fiyi, Granada, Guatemala, Haití, Honduras, Malaui, Islas Marshall, Mongolia, Marruecos, Níger, Palaos, Papúa Nueva Guinea, Senegal, Sudán del Sur, Sri Lanka, Sudán, Túnez y Yemen.
Han sido países observadores Australia, China, Dinamarca, la Unión Europea, Francia, Alemania, India, Indonesia, Japón, México, Países Bajos, Nueva Zelanda, Nigeria, Noruega, Pakistán, Catar, Rusia, Sudáfrica, Corea del Sur, España, Suecia, Tailandia, el Reino Unido y los Estados Unidos.

## Apoyo institucional
En septiembre de 2012, el CVF estableció un fondo fiduciario administrado por el Programa de las Naciones Unidas para el Desarrollo (PNUD). Agencias de Naciones Unidas colaboran con el PNUD —la organización líder en apoyo al trabajo del CVF— para llevar a cabo las actividades ligadas al CVF. DARA, una organización independiente sin ánimo de lucro con sede en Madrid, había proporcionado anteriormente apoyo institucional al CVF.

## Monitor de vulnerabilidad climática
El CVF y DARA publicaron la primera edición del Monitor de vulnerabilidad climática, "El estado de la crisis climática," en diciembre de 2010. El estudio global cubrió 184 países afectados por los impactos a corto plazo del calentamiento mundial en 4 áreas clave: salud, desastres meteorológicos, pérdida de hábitat y tensión económica.
Una segunda edición del Monitor de vulnerabilidad climática, "Guía para el frío cálculo de un planeta caliente", se publicó en septiembre de 2012. Ampliaba el análisis del primer informe, describiendo 34 indicadores de efectos positivos y negativos pronosticados como resultado del cambio climático.

## Discusión
El propósito del CVF es dar curso a las preocupaciones de los grupos más vulnerables, creando nuevas políticas y promoviendo acciones eficaces contra el cambio climático a medida que evoluciona. El foro está reconocido como interlocutor en asuntos climáticos internacionales.
El bloguero económico Tim Worstall critica al CVF por no considerar todos los aspectos del problema y centrarse sólo en el coste del cambio climático y los perniciosos efectos de las actividades económicas y tecnológicas. Worstall sugiere un enfoque imparcial que considere costes y beneficios, preguntándose: «¿Estamos mejor sin cambio climático o sin combustibles fósiles?» Sin embargo el último Monitor de vulnerabilidad climática especifica los costes y beneficios de abordar el cambio climático en vez de continuar las actuales tendencias de economía intensiva en combustibles fósiles. Su análisis se basa en las proyecciones de emisiones de gases de efecto invernadero del Grupo Intergubernamental de Expertos sobre el Cambio Climático (IPCC por sus siglas en inglés) y en estudios que muestran que la energía intensiva en emisiones tiene de 10 a 100 veces más externalidades negativas que la energía climáticamente neutra o sin emisiones (energía renovable). Por otra parte se ha calculado que cumplir el Acuerdo de París requiere una inversión de casi 20 billones de euros, pero no cumplirlo costaría casi 48 billones, más del doble.
La discusión académica sobre vulnerabilidad al clima y el significado de vulnerabilidad es más subjetiva, llevando a un debate separado, pero estrechamente ligado. Hay discrepancias claras en cómo los diferentes países tratan el cambio climático, lo que los lleva a disentir sobre cómo debería manejarse el asunto a escala internacional. Una cuestión es: «¿Son los países de mejor posición económica responsables de ayudar a los menos privilegiados a gestionar el cambio climático?» Según un portavoz de la Alianza Clima y Desarrollo, la vulnerabilidad climática es un tema de «equidad y derechos humanos» determinado por el efecto del calentamiento mundial en el medio ambiente de un país dado y por el nivel de preparación y recursos de ese país para afrontar el reto. Desde otro punto de vista, son principalmente los países ricos los que han causado el cambio climático al desarrollarse quemando carbón y petróleo, mientras que los países pobres se ven ahora imposibilitados de seguir esa vía de desarrollo, si bien desarrollarse con energías renovables no solo es climáticamente neutro, sino que incluso sale más barato.